# 冯波
冯波（1969年10月—），回族，上海人，中国最早的风险投资者之一。他是原中国民主同盟中央副主席冯之浚之子，邓小平外孙女婿。

## 生平
冯波出生于上海。1987年中学毕业后赴美国留学。最初就读于马林学院，后毕业于旧金山州立大学电影导演专业。1992年起从商。1994年加入高科技投资银行罗伯逊·斯蒂芬斯公司并任中国部主任，成为了中国最早的风险投资者之一。期间，他曾帮助四通利方（新浪前身）与亚信成功获得融资。1997年，出任中国创业投资有限公司首席代表。同年，他被《福布斯》评为“1997年高科技领域最活跃的100人”之一。2005年创办联创策源。在其领导下，联创策源曾投资过凡客、奇虎360、美图、钻石小鸟、迅雷、兰亭集势、豆瓣等项目。2018年，冯波发起创立了加密货币投资公司蜻蜓资本（Dragonfly Capital）。

## 家庭
冯波的父亲冯之浚曾任中国民主同盟中央副主席、全国人大常委，母亲董丽惠则来自宁波的一个富裕家庭。其兄冯涛亦为投资人，是上海联创投资总裁。
冯波留美期间曾与一美国人结婚，并育有两个孩子。与第一任妻子离婚后，冯波又娶邓小平外孙女、邓榕之女邓卓玥。两人育有一子冯然。